# Bodo Mros
Bodo Mros (* 1. Dezember 1930 in Altenbrak) ist ein deutscher Mediziner.
Mros stammt aus dem Harz. 1965 wurde er an der Humboldt-Universität zu Berlin mit der Dissertation Der Arzt Johann Friedrich Dieffenbach (1792–1847) in seiner Zeit zum Dr. med. promoviert. Er wurde Abteilungsleiter der Akademie für Ärztliche Fortbildung der DDR, wo er 1983 seine Dissertation B vorlegte, die sich mit dem Thema Untersuchungen zur stationären Morbidität in der Hals-Nasen-Ohrenheilkunde (1972–1978). Datenanalyse zum Diagnosenprofil mit Schlussfolgerungen für Leitung und Planung des Fachgebietes befasste. Als Professor für HNO-Heilkunde wirkte er bis zum Erreichen des Ruhestandes. Heute lebt er in Zernsdorf.

## Werke (Auswahl)
- mit Günter Jäschke: Die Akademie für Ärztliche Fortbildung der DDR: Ihr Werden, ihr Wirken und ihr Ende. In: Hochschule Ost. Leipziger Beiträge zu Hochschule & Wissenschaft. 6(2)/1997. Peer Pasternack (Hrsg.), Leipziger Universitätsverlag GmbH, S. 80–91, ISSN 0944-7989
- Wissenschaftliche Institutionen des Ministeriums für Gesundheitswesen der DDR in Berlin-Lichtenberg. Akademie für Ärztliche Fortbildung. Schriftenreihe “Medizin und Gesellschaft” Heft 44/45. Interessengemeinschaft Medizin und Gesellschaft e.V., Berlin 2003, ISBN 3-89-626455-9